# Bělkovice-Lašťany
Bělkovice-Lašťany é uma comuna checa localizada na região de Olomouc, distrito de Olomouc.

## História
A primeira menção escrita de Lašťany, data de 1078. Bělkovice foi mencionado pela primeira vez em 1238. Em 1960, Bělkovice e Lašťany foram fundidos e hoje formam um município integral.